# 春日井三山
春日井三山（かすがいさんざん）とは、愛知県北東部（尾張地方北部）に位置する3つの山（弥勒山、大谷山、道樹山）の総称である。別名、愛岐三山（あいぎさんざん）。

## 概要
ふもとに春日井市都市緑化植物園があり、多くの登山者でにぎわっている。多くのコースがあり、時間や体力に合わせて楽しめる人気の三山。三山をつなぐ尾根道は東海自然歩道の一部でもある。
| 名称   | 標高 （m） | 三角点 等級(点名) | 備考                   |
| ------ | ---------- | ----------------- | ---------------------- |
| 弥勒山 | 437        | 二等(廻間村)      | みろくの森 内津峠      |
| 大谷山 | 425        |                   | 春日井市都市緑化植物園 |
| 道樹山 | 429        | 四等(秋葉)        | 檜峠 古虎渓駅          |

## 所在地
- 愛知県春日井市
- 岐阜県多治見市